# (37504) 3052 T-2
3052 T-2 (asteroide 37504) é um asteroide da cintura principal. Possui uma excentricidade de 0.25852680 e uma inclinação de 3.85469º.
Este asteroide foi descoberto no dia 30 de setembro de 1973 por Cornelis Johannes van Houten e Ingrid van Houten-Groeneveld e Tom Gehrels em Palomar.